# ایده‌های جالب بیکفورد شمکلر
ایده‌های جالب بیکفورد شمکلر (به انگلیسی: Bickford Shmeckler's Cool Ideas) فیلمی محصول سال ۲۰۰۶ و به کارگردانی اسکات لو است. در این فیلم بازیگرانی همچون پاتریک فوگیت، اولیویا وایلد، فران کرانتس، جان چو، متیو لیلارد، رید اسکات، شریل هاینز، سایمون هلبرگ، کریس وایتز، توماس لنون و رابرت بن گارانت ایفای نقش کرده‌اند.